# Campillos
Campillos és un municipi d'Andalusia, a la província de Màlaga. Part del seu terme municipal formà part de Peñarrubia, desaparegut els anys setanta per la construcció de l'embassament de Guadalteba.

## Història
Campillos va ser fundat en 1492 per autorització dels Reis Catòlics. El rei Carles II d'Espanya, amb data 6 de novembre de 1680, concedí a Campillos el privilegi de vilatge amb jurisdicció plena, eximint-lo de Teba (del que depenia administrativament fins llavors) i va ser nomenat cap de partit judicial en 1821.